# Municipio de Coburn
El municipio de Coburn (en inglés: Coburn Township) es un municipio ubicado en el condado de Ransom en el estado estadounidense de Dakota del Norte. En el año 2010 tenía una población de 61 habitantes y una densidad poblacional de 0,66 personas por km².

## Geografía
El municipio de Coburn se encuentra ubicado en las coordenadas 46°34′47″N 97°21′12″O / 46.57972, -97.35333. Según la Oficina del Censo de los Estados Unidos, el municipio tiene una superficie total de 92.8 km², de la cual 92,77 km² corresponden a tierra firme y (0,03 %) 0,03 km² es agua.

## Demografía
Según el censo de 2010, había 61 personas residiendo en el municipio de Coburn. La densidad de población era de 0,66 hab./km². De los 61 habitantes, el municipio de Coburn estaba compuesto por el 100 % blancos. Del total de la población el 0 % eran hispanos o latinos de cualquier raza.